# 秘鲁星航空
秘鲁星航空（Star Perú，创立之初名为Star Up）是一家总部设在秘鲁利马豪尔赫·查韦斯国际机场的航空公司。该航空公司提供普通和包机业务，不过其所有航线均为国内航线，并且只从其总部利马出发。